# Dahab
Dahab Egyiptomban, a Sínai-félsziget délkeleti részén fekszik. Sarm es-Sejktől 90 km-re északra, Tabától 140 km-re délre található az Akabai-öböl partján. Az 1980-as évek végéig a kis halászfalu lakossága alig pár ezer fő volt. A félszigeten az őslakos beduinok halászatból és rideg állattartásból éltek. 1967-ben a hatnapos háború alkalmával Izrael elfoglalta a félszigetet. 1982-ben az izraeli hadsereg kivonult, azóta a Sínai-félsziget közigazgatásilag újból Egyiptomhoz tartozik.
1982 után az egyiptomi kormány elkezdte támogatni a turizmust a városban, így azóta számtalan kisebb-nagyobb szállodának ad otthont. Fő bevételi forrását mára a búvár-, illetve a szörfturizmus adja. Infrastrukturálisan teljesen kiépült, népességszáma a 2000. évre megháromszorozódott. Dahab városrészei: Medina, Mashraba, Masbat, Assalah.

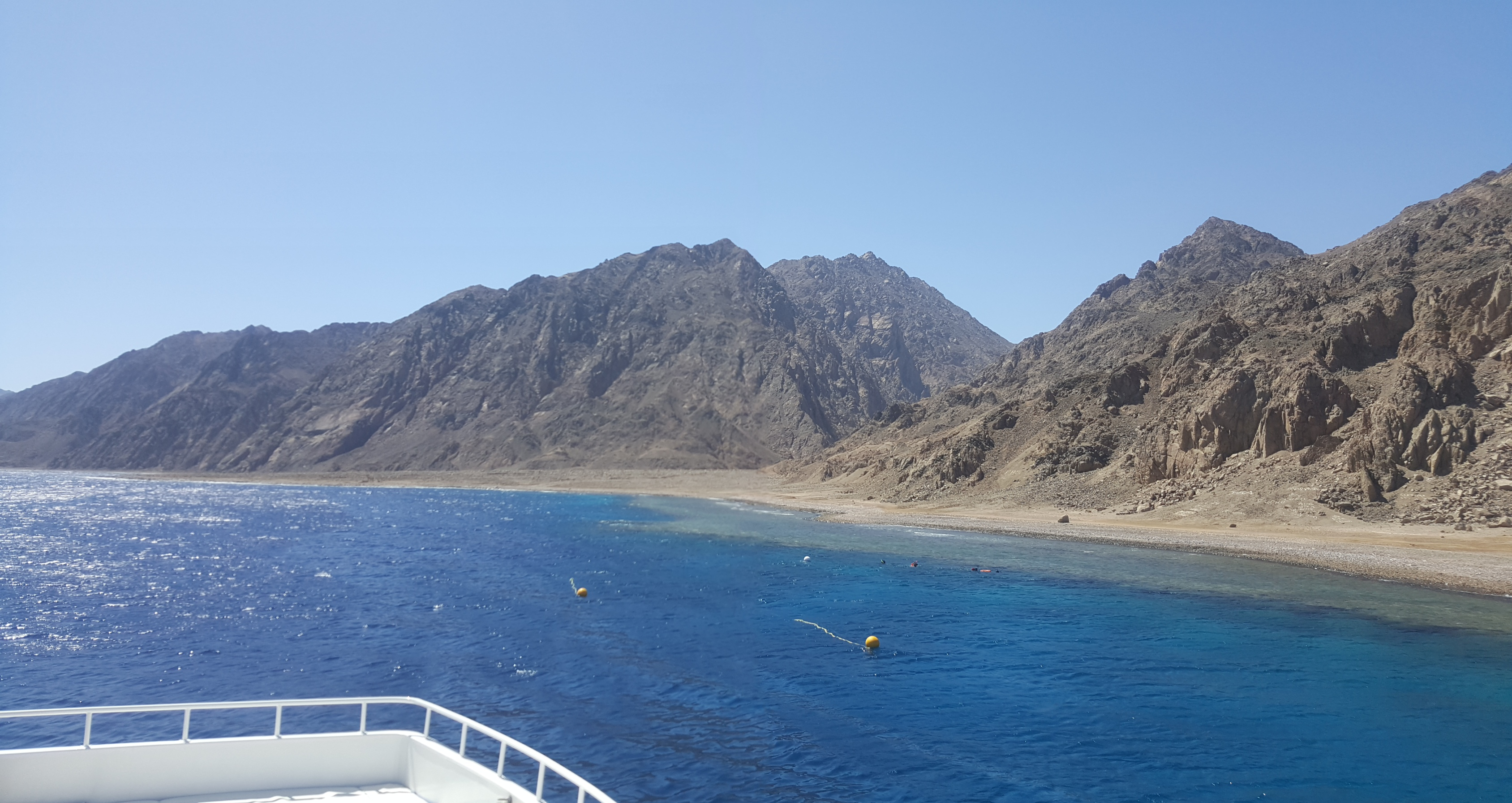
Dahab

Legközelebbi repülőtér a 90 km-re lévő a Sarm es-Sejk-en található. Az izraeli határ 145 km-re van, az eilati Ramon reptér 175 km-re található. 
A Blue Hole a világ egyik legismertebb természeti jelensége, Dahabtól 10 km-re északra. A közel száz méter mély, kör alakú krátert a tengerpart közvetlen közelében található, szabadtüdős és palackos búvárok körében is rendkívül népszerű helyszín. 
A Canyon egy, a parttal merőlegesen elhelyezkedő alagút, ami 18–50 méteres mélységben húzódik a víz alatt. Félig nyitott, néhol teljesen zárt, korallokban és halakban bővelkedő merülőhely.
A Dahab déli részén lévő öböl a szabadstílusú szélszörf sportot kedvelőinek ad otthont. Az egész évben fújó szél miatt a szörfösök az egész világból látogatják. Ezen öböl partján található több magasabb kategóriájú szálloda is.
A város 1994 óta a világörökség javaslati listáján szerepel.